# Німеччина, рік нульовий
«Німеччина, рік нульовий» (італ. Germania anno zero) — завершальний фільм військової трилогії Роберто Росселліні, знятий в післявоєнному Берліні у 1947 році. Одна із загальновизнаних вершин італійського неореалізму.

## Сюжет
Фільм оповідає про долю однієї німецької сім'ї в Берліні, що лежить після війни в руїнах. Сім'я ледве зводить кінці з кінцями: їх будинок було зруйновано, тому їх підселили до іншої, уцілілої квартири, чому хазяї, звичайно, не раді. Батько (Ернст Пітшау) важко хворіє і нічим не може допомогти своїй сім'ї. Його син Карл-Гайнц (Франц-Отто Крюгер) нещодавно повернувся з армії і ховається, побоюючись, що його відправлять до в'язниці за участь у військових діях. Забезпечувати харчування вимушені найслабкіші члени сім'ї: донька Єва (Інгетрауд Хінце), що проводить вечори в барах з американськими солдатами, і 12-річний Едмунд (Едмунд Мешке), що цілими днями тиняється зруйнованим містом у пошуках їжі і грошей.
Під час однієї з таких прогулянок Едмунд зустрічається з колишнім учителем — нацистом і педофілом. Той читає йому ніцшеанську проповідь про те, що слабкі і некорисні повинні померти, і хлопчик проектує ці слова на свого батька. Старий і сам раз у раз заводить мову про бажання перестати бути тягарем для сім'ї і відійти у світ інший. Роздобувши отруту, Едмунд безпристрасно підмішує його в чай прикованого до ліжка батька. Після смерті батька підлітка починає роз'їдати всепоглинаюче почуття провини. Хлопчик намагається відволіктися, приєднавшись до дітей, що граються у дворі, але вони втікають від нього, немов розгадавши його таємницю. Фінальна сцена в остові зруйнованої будівлі увійшла до історії як «один з найстрашніших епізодів післявоєнного європейського кіно»(рос.).

## У ролях
- Едмунд Мешке — Едмунд
- Ернст Пітшау — батько
- Інгетрауд Хінце — Єва
- Франц-Отто Крюгер — Карл-Хайнц
- Еріх Гюне — учитель
- Ганс Санген — пан Радемахер
- Хайді Бленкнер — пані Радемахер
- Крістль Меркер — Крістель

## Робота над фільмом
Фільм присвячено режисером пам'яті свого 8-річного сина Романо, який помер незадовго до початку зйомок. Майже усі ролі зіграли непрофесіонали. Виконавця головної ролі Росселліні знайшов в сім'ї німецьких циркачів. Його вразила зовнішня схожість хлопчика з покійним сином. Деякі епізоди засновані на спогадах режисера про звички сина; сюди відноситься, зокрема, поводження хлопчика зі шматком труби як з пістолетом. Деякі сцени фільму (у приміщеннях) знімалися не в Берліні, а в Римі. Росселліні довго був відсутнім на знімальному майданчику, тому окремі сцени знімали його асистенти. Сам режисер говорив, що його у фільмі цікавить лише фінал.

## Етичний парадокс
У трактаті «Enjoy your symptom»! філософ Славой Жижек розглядає стрічку з позицій лаканівського психоаналізу. Здійснюючи батьковбивство, Едмунд не лише виконує заповіт свого демонічного наставника, але і здійснює прямо висловлене бажання батька померти. У його діях вища жорстокість і холодний розрахунок поєднуються з безмежною любов'ю і ніжністю — здатністю піти на злочин заради виконання волі батька. Парадокс в тому, що, здійснюючи вбивство батька, Едмунд зберігає невинність і, можна сказати, наближається до святості. Найбільший злочин тут прирівнюється до найбільшого самопожертвування.

## Художня своєрідність
Песимістичний настрій задають вже перші кадри, в яких дитина риє могилу на кладовищі. Відмінні риси фільму — по-експресіоністському контрастне освітлення, різкість монтажних рішень, свідоме зниження драматизму в сценах викрадення отрути і отруєння, «настирливість» камери, яка невідступно йде за головним героєм. Фоном слугують гігантські остови розбомблених будівель, які зайвий раз підкреслюють депресивний стан дитини, провіщаючи тривожні міські декорації у фільмах Антоніоні. Метафорично можуть читатися і інші прикмети цього світу, такі, як численні осушені фонтані і трамваї, що настирно гуркотять. Модерністський музичний супровід також працює на нагнітання почуття смутної тривоги.

## Оцінки
- У 1948 році фільм був удостоєний гран-прі і премії за найкращий сценарій на кінофестивалі в Локарно.
- «Безстрашний, тяжкий погляд на наслідки фашизму для суспільства і для окремих людей» (Criterion Collection).[5]
- «Перший випадок в історії кіно, коли центром тяжіння були представлені діти, а не дорослі» (Франсуа Трюффо).[6]
- «Скоріш за все, найкращий фільм сорокових про дітей» (Майкл Аткінсон, Village Voice).[7]
- «Найбільш безпросвітний фільм епохи неореалізму» (Філіп Френч, The Guardian).[8]

## Вплив
- Франсуа Трюффо зняв фільм «Чотириста ударів» (1959), з якого починається історія Французької нової хвилі, під враженням від перегляду стрічки Росселліні[9]. Трюффо вважав, що Росселліні першим потім Віго став знімати дітей без нальоту сентиментальності[3].
- Бернардо Бертолуччі вважає «Рік нульовий» серед трьох своїх улюблених фільмів[10] і заявляє, що кожен його фільм є батьковбивством[11]. У фільмі «Конформіст» (1970) він також простежує зв'язок між фашистськими злочинами і психічною травмою, нанесеною головному героєві в дитинстві педофілом. Головний герой повторює жест Едмунда, приставляючи до своєї голови імітацію пістолета.
- До шанувальників фільму відносить себе австрійський режисер Міхаель Ханеке[12]. У його фільмі «Біла стрічка», удостоєному «Золотої пальмової гілки», також розглядаються психологічні витоки фашизму, то, як з соціального зла проростають зерна зла в душах дітей.